# روبرتو كاربيو
روبرتو كاربيو هو سياسي غواتيمالي، ولد في 1930. نشط حزبياً في الحزب الديمقراطي المسيحي ‏.